# Dark City (1950)
Dark City (Brasil: Cidade Negra / Portugal: A cidade tenebrosa) é um filme estadunidense de 1950 do gênero filme noir dirigido por William Dieterle. Produzido por Hal B. Wallis, roteiro de John Meredyth Lucas e música de Franz Waxman. Charlton Heston aparece em seu primeiro papel como protagonista e já desponta como futuro astro. Também no elenco Jack Webb e Harry Morgan que trabalhariam em Dragnet.

## Elenco
- Charlton Heston...Danny Haley/Richard Branton
- Lizabeth Scott...Fran Garland
- Viveca Lindfors...Victoria Winant
- Dean Jagger...Cap. Garvey
- Don DeFore...Arthur Winant
- Jack Webb...Augie
- Ed Begley...Barney
- Harry Morgan...soldado

## Sinopse
Danny Haley é um ex-capitão da Força Aérea que agora é sócio de uma casa de apostas ilegais em Chicago. Apesar de pagar por "proteção", a polícia continua a invadir a casa e durante a última operação, Haley escapa por pouco da prisão. Ele que sair da cidade mas não tem dinheiro. Percebe uma chance quando conhece o turista Arthur Winant de Los Angeles com um cheque de cinco mil dólares na carteira, bebendo numa boate. Ele o atrai para um jogo de cartas e junto com seus parceiros conseguem trapacear e ficar com o dinheiro. Desesperado, Arthur se mata. Logo após, um dos comparsas de Haley é assassinado e ele (e a polícia) descobrem que o irmão de Arthur está em vingança contra os trapaceiros. Haley começa a investigar por conta própria, na tentativa de encontrar o assassino antes que ele o mate, mas nem ele nem a polícia conseguem sequer uma foto ou pista do paradeiro de Sidney, o irmão assassino de Arthur.